# کریس مک‌نیلی (بسکتبال، زاده ۱۹۶۱)
کریس مک‌نیلی (انگلیسی: Chris McNealy؛ زادهٔ ۱۵ ژوئیهٔ ۱۹۶۱) بازیکن بسکتبال اهل ایالات متحده آمریکا است.
از باشگاه‌هایی که در آن بازی کرده‌است می‌توان به نیویورک نیکس اشاره کرد.